# 李惠登
李惠登（?—?），唐朝营州柳城县（今辽宁省朝阳市）人。
李惠登年轻时擔任平卢军的裨将。安史之亂爆發後，他跟随兵马使董秦由海路转至沧州、棣州。後來李惠登被俘虏，随后用计脱身並依附於山南节度使来瑱，之後擔任金吾卫将军。李希烈造反時，给了李惠登二千兵马，让他駐守隋州。贞元年間，他向朝廷投降，唐德宗讓他擔任隋州刺史並兼任御史中丞。隋州在李惠登的治理下二十年間开辟了不少田亩，人口也逐漸增加。于頔擔任山南东道节度使時向朝廷反映了李惠登的政績，朝廷於是給了李惠登御史大夫的頭銜，並且將隋州升級為上州。后又加封他检校国子祭酒。李惠登去世后，朝廷又給了他洪州都督這個頭銜。

## 延伸阅读
[在维基数据编辑]
 《舊唐書·卷185下》，出自刘昫《舊唐書》